# Szolnoki Csanya Zsolt
Szolnoki Csanya Zsolt (Miskolc, 1962. március 26. −) magyarországi cigány költő, grafikus.

## Életútja
Iskoláit Karcagon végezte, 1996-ban Budapestre költözött. Folyóiratok, antológiák közlik verseit, folyamatosan publikál. 2001-ben Napló-kísérlet címen jelent meg verseskötete, melyet Lakatos Klára grafikus és festő illusztrált. 1999-ben Kerékgyártó István művészettörténész meghívta a tállyai művésztelepre, és azóta a versírás mellett rajzol is. Grafikáit az Athe sam cigány összművészeti fesztiválon mutatták be 2007-ben. Alkotásait őrzi a Cigány Ház Képzőművészeti Gyűjteménye. A 2009-es Cigány festészet című reprezentatív albumban közreadták szakmai életrajzát és hat grafikáját „Napénekéj” című sorozatából. A kötet bemutatója 2010. szeptember 14-én volt az Írók Boltjában, az Andrássy úton, ezen ünnepi alkalomra Szolnoki Csanya Zsolt is a meghívott művészek közt szerepelt.

## A Cigány festészet című albumba beválogatott képei
- Napénekéj I. (filc, zsírkréta, papír, 50x70 cm, 2008)
- Napénekéj III. (filc, zsírkréta, papír, 50x70 cm, 2008)
- Napénekéj V. (filc, zsírkréta, papír, 50x70 cm, 2008)
- Napénekéj VI. (filc, zsírkréta, papír, 70x50 cm, 2008)
- Napénekéj X. (filc, zsírkréta, papír, 50x70 cm, 2008)
- Napénekéj XIV. (filc, zsírkréta, papír, 50x70 cm, 2008)[3]

## Csoportos kiállítása
- 2007 • Vizuális lények című kiállítás, Roma összművészeti fesztivál

## Könyv
- Napló-kísérlet. Versek; s.n., Bp., 2001